# Problème de Cauchy
En analyse, un problème de Cauchy est un problème constitué d'une équation différentielle dont on recherche une solution vérifiant une certaine condition initiale. Cette condition peut prendre plusieurs formes selon la nature de l'équation différentielle. Pour une condition initiale adaptée à la forme de l'équation différentielle, le théorème de Cauchy-Lipschitz assure l'existence et l'unicité d'une solution au problème de Cauchy.
Dans le cas d'une équation différentielle d'ordre 1, de la forme {\displaystyle y'(t)=f(t,y(t))}, la condition initiale adaptée sera la donnée d'une valeur initiale pour la fonction inconnue {\displaystyle y}, et prendra la forme d'une équation {\displaystyle y(t_{0})=y_{0}}. Les hypothèses du théorème de Cauchy-Lipschitz exigent une certaine régularité de la fonction {\displaystyle f}.
Dans le cas des équations d'ordre supérieur, la condition initiale portera sur une hypersurface du domaine de définition : par exemple, dans le cas réel, les conditions se porteront non seulement sur une valeur initiale pour {\displaystyle y}, mais aussi pour toutes ses dérivées jusqu'à la dérivée d'ordre {\displaystyle n-1} pour une équation d'ordre {\displaystyle n}. Ainsi, pour une équation d'ordre 2 de la forme {\displaystyle y''(t)=f(t,y'(t),y(t))} seront imposées la valeur initiale de {\displaystyle y} sous la forme d'une équation {\displaystyle y(t_{0})=y_{0}}, mais aussi la valeur initiale de sa dérivée sous la forme d'une équation {\displaystyle y'(t_{0})=y_{0,1}}. Ceci ne généralise toutefois pas réellement le point précédent dans le sens que toute équation d'ordre supérieur se ramène à une équation d'ordre 1 en prenant pour inconnue une fonction à valeurs vectorielles.
Des problèmes analogues, qui ne font toutefois pas l'objet d'une réponse aussi générale que le problème de Cauchy, sont les problèmes aux limites. 